# Gershon Kingsley
Gershon Kingsley, eigentlich Götz Gustav Ksinski (* 28. Oktober 1922 in Bochum, Westfalen; † 10. Dezember 2019 in New York City, New York, Vereinigte Staaten), war ein deutsch-amerikanischer Komponist. Sein bekanntestes Werk ist die 1969 in der Frühphase der elektronischen Popmusik entstandene Komposition Popcorn. Er war Leader der Band First Moog Quartet sowie die erste Person, die den Moog-Synthesizer bei Live-Auftritten einsetzte. Seine Kompositionen sind vielgestaltig und schwanken zwischen Avantgarde und Pop.

## Leben
Kingsleys Vater war jüdischer Deutscher, seine Mutter eine katholische gebürtige Polin, die später zum Judentum konvertierte. Kingsley verbrachte seine ersten Lebensjahre in Essen und wuchs später in Berlin auf. 1938 floh er aus dem nationalsozialistischen Deutschland nach Palästina. Dort lebte und arbeitete er in einem Kibbuz, lernte Klavierspielen und trat mit lokalen Jazz-Bands in der Umgebung von Jerusalem und Tel Aviv auf. Kingsley studierte in Jerusalem und ging 1946 in die Vereinigten Staaten. Nach seinem Erfolg mit Pop Corn kam er nach Deutschland zurück und arbeitete in München hauptsächlich als Film- und Werbekomponist. Ab dem Ende der 1990er Jahre lebte er in New York. Die Eltern waren 1939 über Kuba in die USA emigriert.

## Karriere
Kingsley spielte in den frühen 1960er Jahren Synthesizer bei einem Happening, bei dem Merce Cunningham tanzte und John Cage Buckminster Fuller deklamierte.
Für eine klassische Schallplatte arrangierte er 1966 15 französische Volkslieder von Joseph Canteloube und fungierte auch als Dirigent der Aufnahme mit der Sopranistin Netania Davrath in Wien, die dort drei Jahre zuvor bereits alle fünf Sammlungen der Chants d’Auvergne von Canteloube aufgenommen hatte, unter einem Dirigenten mit dem Pseudonym Pierre de la Roche.
Kingsleys Karriere als Popmusiker begann mit der Veröffentlichung des Albums The In Sound from Way Out, welches er 1964 gemeinsam mit Jean-Jacques Perrey aufnahm. Das Duo Perrey-Kingsley nahm später auch noch Kaleidoscopic Vibrations: Spotlight on the Moog auf und ging danach getrennte Wege. Kingsley schuf mit Music to Moog By ein klassisches Moog-Album, das hauptsächlich Coverversionen von Songs bekannter Künstler wie The Beatles, Beethoven und Simon and Garfunkel enthält. Sein nächstes Werk namens First Moog Quartet ist eine Sammlung von Live-Aufnahmen seiner landesweiten Tour und verwendet vier Moog-Synthesizer. Einige dieser Kompositionen weisen einen viel experimentelleren Charakter auf, da Kingsley Spoken Word und Beatpoesie einsetzt und diese mit künstlichen außerirdischen Geräuschen und Klängen unterlegt. Kingsley blieb jedoch nicht beim Moog-Synthesizer, sondern war ein Pionier, was die Verwendung der ersten Fairlight- und Synclavier-Digitalsynthesizer betraf.
Gershon Kingsley schrieb auch Titelmelodien für Fernsehproduktionen des ZDF, so für Die Pyramide, die Serie Merlin und für Babbelgamm.
Kingsley komponierte zudem zwei Opern, Tierra (1992, Münchener Gasteig) und Raoul (2008, Theater Bremen).

## Popcorn
Die bekannteste und erfolgreichste Version seines Synthesizer-Instrumentals Pop Corn stammt aus dem Jahr 1972 von Hot Butter und war in Deutschland und der Schweiz ein Nummer-eins-Hit und international Top Ten. Ebenfalls 1972 kamen die Pop-Corn Makers (Platz 7) und Anarchic System (Platz 13) mit Popcorn in die deutschen Charts. 2005 wurde es nochmals ein Welthit durch Crazy Frog. 